# Simmone Jacobs
Kim Simmone Geraldine Jacobs, angleška atletinja, * 5. september 1966, Reading, Anglija, Združeno kraljestvo.
Nastopila je na olimpijskih igrah v letih 1984, 1988, 1992 in 1996, leta 1984 je osvojila bronasto medaljo v štafeti 4x100 m, leta 1996 pa šesto mesto. Na evropskih prvenstvih je prav tako osvojila bronasto medaljo v isti disciplini leta 1990, na igrah Skupnosti narodov pa srebrno in dve bronasti medalji.